# Wolfgang Lischke
Wolfgang Lischke (né le 4 juillet 1947 à l'époque en Allemagne de l'Est et aujourd'hui en Allemagne) est un joueur de football allemand (à l'époque est-allemand) qui évoluait au poste d'attaquant avant de devenir entraîneur.

## Biographie

### Carrière de joueur
Wolfgang Lischke joue deux matchs en Coupe de l'UEFA avec l'équipe du Dynamo Dresde.
Il dispute 131 matchs en Oberliga, marquant 26 buts. Il inscrit 13 buts lors de la saison 1970-1971, ce qui constitue sa meilleure performance.

## Palmarès
Dynamo Dresde
- Championnat de RDA (1) :
  - Champion : 1972-73.

- Championnat de RDA D2 :
  - Meilleur buteur : 1978-79 (13 buts).